# Colònia de Rhodèsia del Sud
Rhodèsia del Sud fou una colònia britànica del 1923 al 1965 amb un govern responsable. El 1964 va agafar el nom de Rhodèsia (abandonat "del Sud"). El 1965 la colònia va proclamar la independència unilateral amb la reina Isabel II com a cap d'estat i va proclamar la república el 1970 (vegeu República de Rhodèsia). El 1979 els blancs van acceptar posar fi a la independència i es va restablir la colònia amb el nom de Rhodèsia del Sud, fins a la independència el 1980 amb el nom de Zimbàbue.

## Colònia britànica (1923–1965)

Bandera RdS 1923–1953.

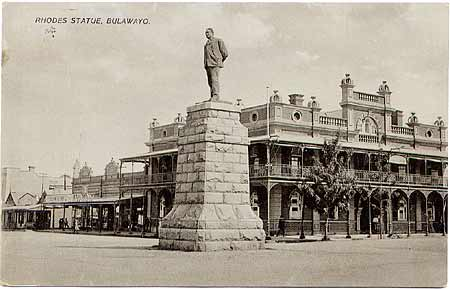
Estàtua de Cecil Rhodes al centre de la ciutat de Bulawayo cap a 1925.

El 1923, comprovant que els beneficis sud-rhodesians estan lluny de correspondre al que s'havia esperat, la British South Africa Company transfereix les Rhodèsies a la Corona britànica. Un govern autònom, dirigit per Charles Coghlan, fou llavors instal·lat a Salisbury i encarregat de la gestió del territori de la Rhodèsia del Sud. La Rhodèsia del Nord i Nyassalàndia, molt menys europeitzats, romangueren sota el control de la Colonial Office.

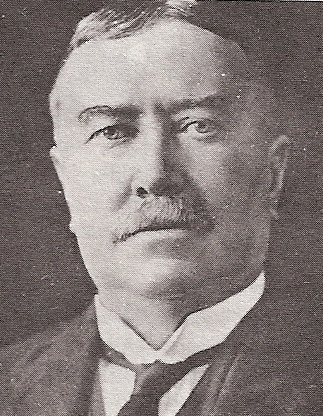
Charles Coghlan, primer ministre de Rhodésie del Sud de 1923 a 1928.

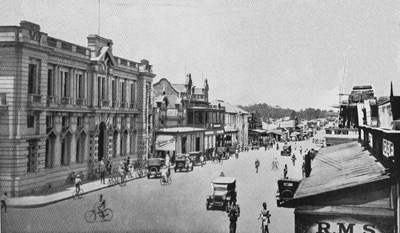
Salisbury en els anys 1930.

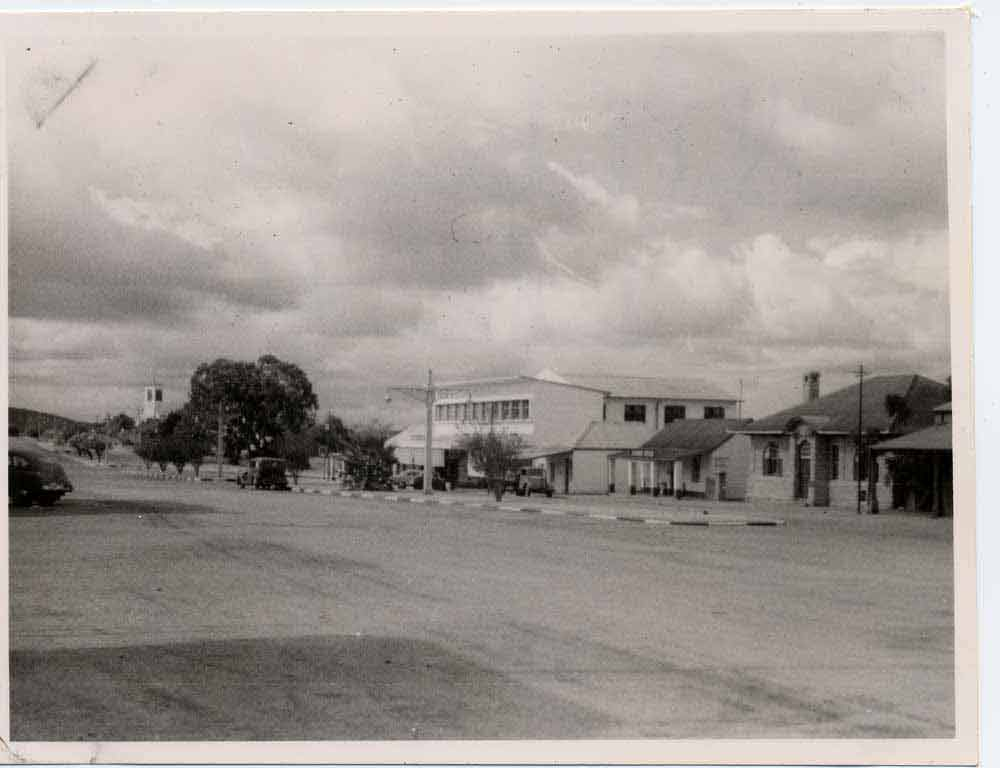
Fort Victoria l'any 1952.

El monarca britànic fou representat per un governador, el qual podia actuar contra el parer del primer ministre sud rhodèsià. El parlament britànic conserva el dret de legislar per la colònia, pot suspendre la seva constitució i intervenir en la legislació interna al títol de clàusules reservades (entre les quals el títol de la protecció dels drets indígenes). El govern sud-rhodesià comprèn un primer ministre elegit pels 30 membres de l'assemblea legislativa i un gabinet format pel primer ministre. El sistema electoral rhodesià no concedeix el dret de vot més que a aquells que omplint certs criteris financers i educatius. Aquests criteris són els mateixos sigui el que sigui el color de pell però pocs negres els omplen. Per consegüent, els electors i els parlamentaris són en molt gran majoria blancs tot i que no representen més de 5% de la població total[65].

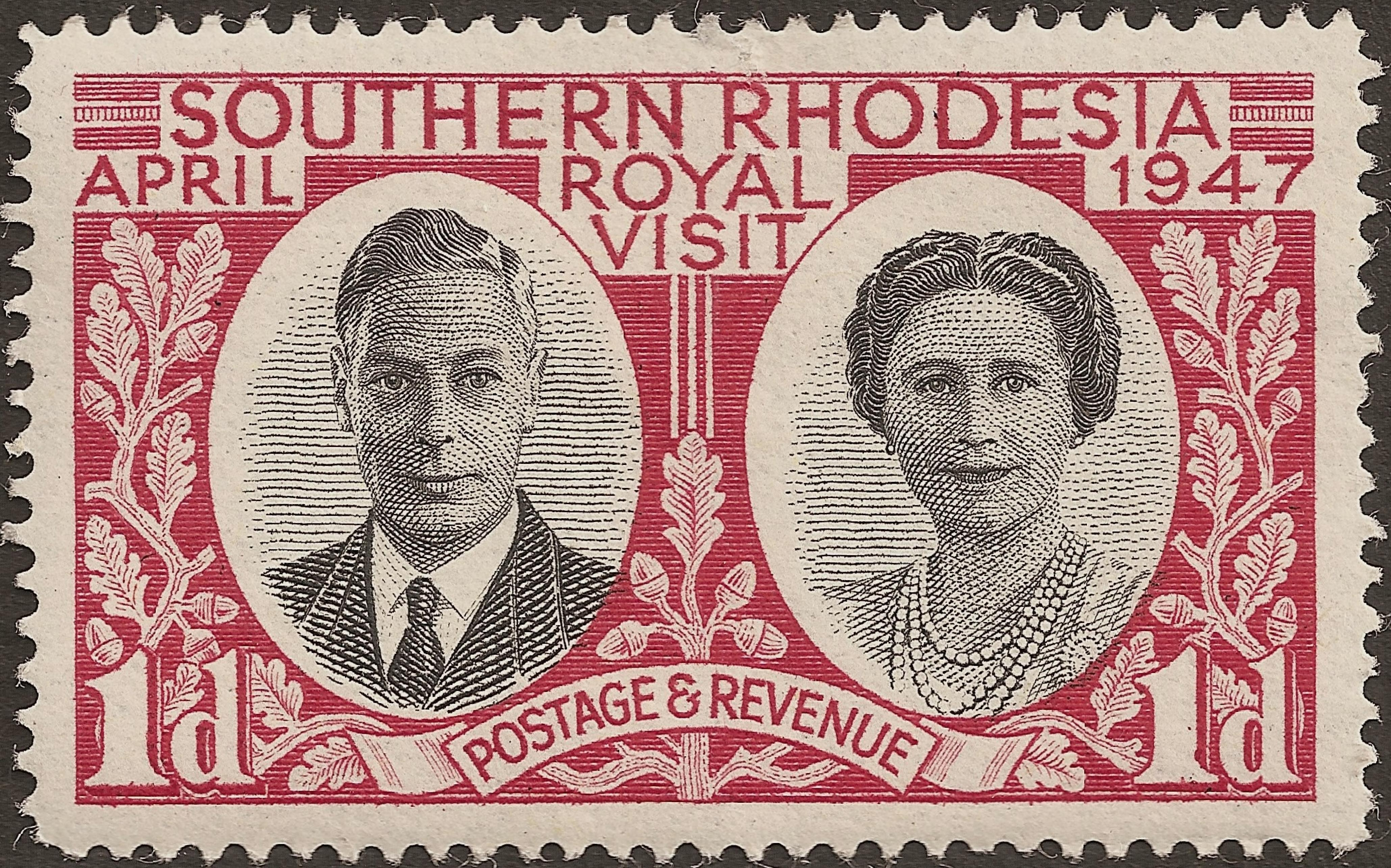
Segell commemoratiu de 1947 consagrat a la visita de la família reial a Rhodèsia del Sud.

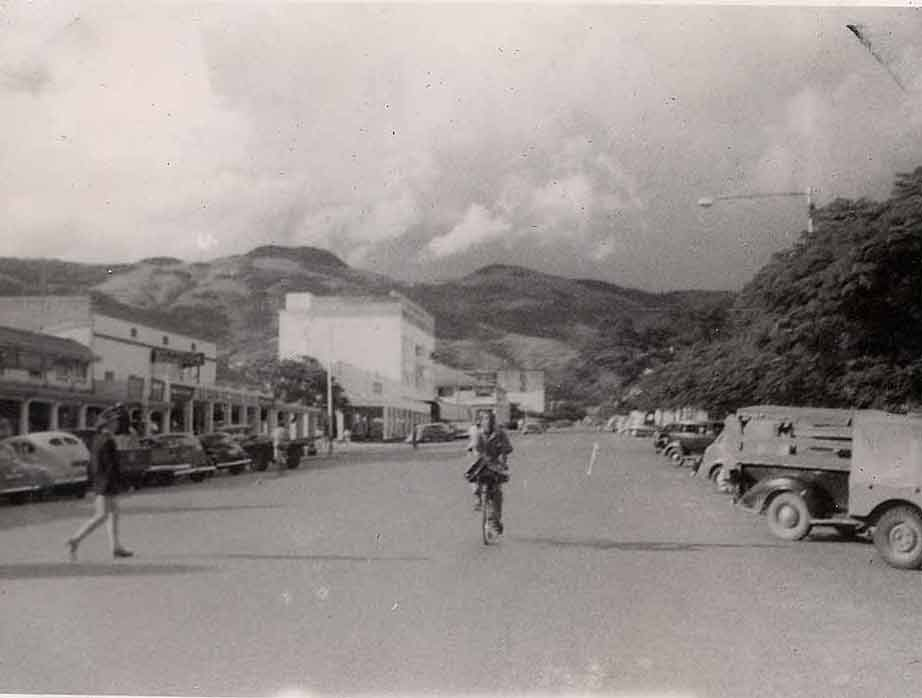
Umtali l'any 1952.

Encara que la colònia és oficialment no racial, el dret de vot es funda sobre la ciutadania britànica i els ingressos anuals, condicions que molt pocs negres poden omplir. Pel que fa a les reserves indígenes, la constitució els garanteix la inviolabilitat de territori. L'objectiu d'aquests drets pels dels colons de la Rhodèsia del Sud és d'encoratjar la immigració cap a aquest territori amb la finalitat de fer-ne un domini equiparable a la Unió Sud-africana. El 1927, Rhodèsia del Sud comptava 38.200 blancs per 922.000 negres. A títol de comparació, hi havia 4.000 blancs per un milió de negres a Rhodèsia del Nord i 1.700 blancs al Nyassaland per 1.350.000 negres. El 1929, un secrétariat per l'educació indígena fou creat pel govern de Howard Unwin Moffat. El 1930, l'escolarització esdevingué obligatòria només pels fills de colons mentre que els crèdits concedits a l'educació dels nens negres, vint cops més nombrosos, no arribi pas al quart de la dels nens blancs.
En els anys 1930, un règim segregacionista fou oficialment instaurat amb la Llei de repartició de les terres (Land Apportionnement Act) mentre que el 1934, una llei estableix una legislació social segregacionista, prohibint als negres l'accés a certes professions o la implantació en zones declarades blanques. Així, el territori està dividit entre zona blanca, les reserves, els fons de compra indígena, les terres de les missions i les terres de la corona. En total, la superfície concedida als negres és sensiblement igual a aquelles dels blancs però aquests últims són deu vegades menys nombrosos que els africans. Per altra banda, els millors sòls i les terres properes a les vies de comunicació estan situades en zona blanca. Els grangers d'aquestes zones van conèixer una molt gran prosperitat. La reserva indígena, justificada pel legislador britànic per permetre als africans d'alimentar-se segons la seva economia tradicional de subsistència, va revelar-se totalment insuficient per una població en ple creixement demogràfic. Finalment, els salaris dels negres són molt baixos mentre que aquests no beneficien de cap avantatge social com els concedits als blancs.
Si la producció de béns de consum excedeix ràpidament la demanda interior, és ràpidament orientada cap al comerç exterior mentre que les indústries secundàries, implantades igualment en zona blanca, es desenvolupen. Les ciutats com Salisbury, Bulawayo i Umtali són les primeres beneficiàries d'aquesta política mentre que les cascades Victòria, a la frontera de les dues colònies rhodesianes, permeten el creixement d'un turisme de luxe pels europeus, els rhodesians i els sud-africans rics.
L'oposició africana a aquesta política ségrégationniste es constitueix però queda poc organitzada. Existí així una Rhodesia Bantu Voter’s Associació, una Southern Rhodesia Native Association i un Southern Rhodesia African Nacional Congress. Aquests moviments no representen més que la petita classe mitjana negra i no apunten més que a una reforma del sistema. No fou fins a partir dels anys 1940 que una oposició més virulenta s'inicia amb el African Voice Association.
Fins al 1946, l'educació dels nens negres fou assegurada essencialment pels missioners. L'endemà de la Segona Guerra Mundial, el govern sud-rhodesià va prendre a càrrec seu l'escolarització africana en zona urbana i va obrir escoles secundàries. Es tracta pel govern de reprendre la instrucció de la gent mentre que els primers caps polítics negres surten d'escoles de les missions. En 1946, el nombre de blancs és de 80.500 colons per 1.640.000 Africans (20.000 blancs a Rhodèsia del Nord per 1.600.000 Negres i 2.300 Blancs a Nyassalàndia per 2.340.000 africans). Pels africans, el desenvolupament econòmic de Rhodèsie del Sud va anar sempre acompanyat d'un enduriment de la segregació. Aquesta és absoluta en els transports locals. Cap africà no ocupa una plaça elevada en l'administració i si en el moment de la visita de la família reial britànica l'any 1947, diversos representants africans foren convidats a les recepcions oficials, no ho foren que a títol de figurants. Per altra banda, els negres no tenen pas el dret de prendre els ascensors en els immobles comercials i la segregació era absoluta en les oficines de correus i les escoles. Aquestes estan dividides en tres categories, segons la raça (africans, asiatiques i blancs). Aquest desenvolupament econòmic havia augmentat considerablement l'ingrés nacional brut de la Rhodèsia del Sud però els tres quarts d'aquest van al sector dels blancs contra un quart al sector negre, el qual representa no obstant això 92% de la població. Així el 1949, una enquesta de les Nacions-Unides revela que Rhodèsia del Sud és un dels territoris on la disparitat dels ingressos és l'una dels més elevades del món: l'ingrés anual d'un africà és llavors de 31$ contra 1.170 $ per un rhodesià d'origen europeu.
Contràriament als seus compatriotes de Rhodésie del Nord, els Negres de Rhodèsia del Sud no gaudeixen del dret de vaga, no poden adherir a un sindicat o a un partit polític i els seus drets sobre la terra són poc respectats. Així, el 1951, una llei sobre la propietat agrícola dels Africans (Native Land Husbandry Act), repartia en petites propietats de sis acres les terres comuns de pastura de les reserves africanes, desencadenant una fervor nacionalista desconegut fins al moment. Aquestes parcel·les són notòriament insuficients i el seu establiment admet implícitament que les indústries europees poden comptar amb un excedent de braços. En efecte, aquesta llei precipita el naixement d'un proletariat « sense drets, sense terres, sense llar » mentre que immenses esteses de terres arables queden sense cultivar en zona blanca.
Al començament dels anys 1950, Rhodèsia del Sud compta llavors més de dos milions d'habitants dels quals 200 000 Blancs (o sigui un blanc per 13 negres).

### Colònia britànica (1979–1980)

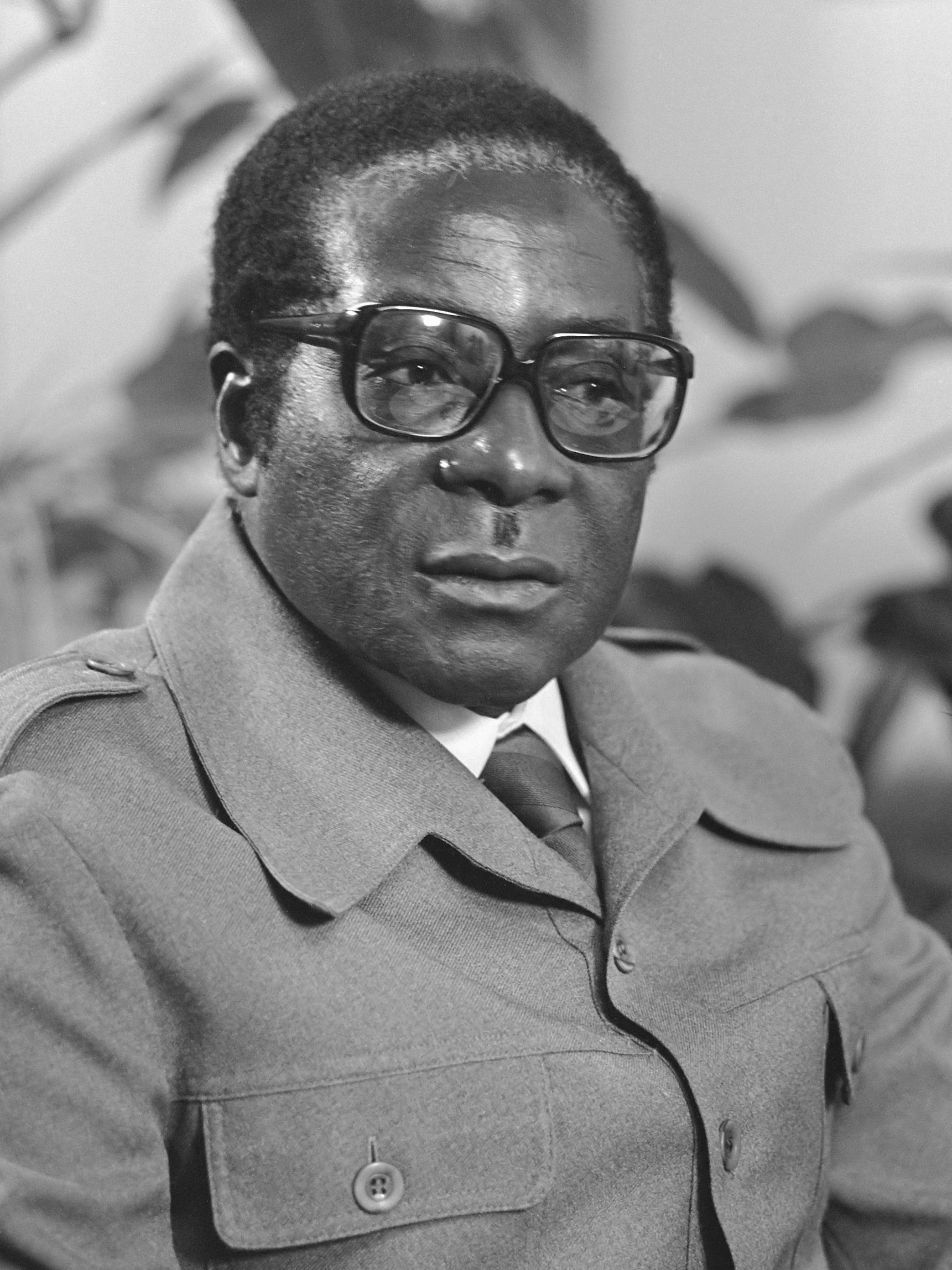
Robert Mugabe (1979), cap del ZANU-Front patriòtic i primer ministre del Zimbàbue independent en abril 1980.

El 12 de 12 de 12, deu anys després del començament de la guerrilla i vint mil morts, Lord Soames arriba a Salisbury per esdevenir governador la colònia britànica de Rhodèsia del Sud. La seva arribada posa terme a un parèntesi de catorze anys d'independència convulsa. El nou governador general disposa plens poders. Simbòlicament, la Union Jack reemplaça la bandera de Zimbàbue-Rhodèsia marcant el retorn efectiu de la sobirania britànica sobre la seva colònia rebel. Conforme al que s'havia acordat durant les negociacions, anuncia que Ian Smith quedava amnistiat per la declaració d'independència de 1965. Una amnistia general fou igualment proclamada impedint tota persecució al Regne Unit per actes comesos a Rhodèsia del Sud entre l'11 de novembre de 11 i el 12 de desembre de 12 El 21 de desembre de 1979 els acords de Lancaster House foren signats a Londres. Aquests acords preveuen la instauració d'un règim parlamentari, el manteniment al parlament durant set anys de vint escons sobre cent reservats als Blancs i la prohibició durant deu anys de procedir a una nacionalització forçosa de la propietat privada, a menys d'una indemnització conseqüent garantida pel Regne Unit. Smith és tanmateix el sol delegat a oposar-se obertament al text i refuse de presenciar la cerimònia de signatura i a les celebracions que van seguir. Mentre que els acords de Lancaster House són a continuació ratificats per la Cambra dels municipis sota el nom de Zimbabwe Act, el consell de seguretat de les Nacions unides decideix de llevar totes les sancions votades en contra de la Rhodèsia del Sud.
El cessament del foc va entrar en vigor el 28 de desembre de 1979 i fou realment efectiu a partir del 4 de gener de 4 sota el control de 1.200 homes del contingent de la Commonwealth. El 6 de gener de 1980, l'exèrcit rhodesià fou autoritzat a assistir la policia en el manteniment de l'ordre per la continuació de la persistència de la inseguretat i del desenvolupament del bandidatge. A partir del 21 de gener de 6, uns 240.000 refugiats en els països limítrofs començaren a tornar a Rhodèsia del Sud mentre que 18.500 guerrillers arriben als setze punts de concentració designats a l'efecte. La campanya electoral limitada a sis setmanes va estar plena d'actes de violència i d'intimidació per part del partit de Robert Mugabe. Soames escollí tanmateix de no pas desqualificar la ZANU de Mugabe tot i que l'acord de Lancaster House preveu apartar els partits que es lliurin a actes d'intimidació. Robert Mugabe fou per la seva part l'objecte de dues temptatives d'assassinat.
Les eleccions van tenir lloc el 14 de febrer de 14 pels vint escons reservats a la població blanca, assolits completament pel Front Rhodesià. Del 27 al 29 de febrer de 29 es desenrotllaren les eleccions generals destinades a proveir els 80 escons reservats als Negres. El president de Tanzània, Julius Nyerere, en l'espera del resultat definitiu de les eleccions, va advertir que no reconeixeria més que un sol govern, aquell sorgit del Front patriòtic i en cap cas derivat del de Zimbàbue-Rhodèsia. Certs dubtes foren immediatament emesos pels rhodesians blancs i per periodistes sobre la regularitat de l'escrutini. El govern britànic i la comunitat internacional estimaren tanmateix que el desenvolupament d'aquestes eleccions fou equitable i just fins i tot es va informar i provar que un gran nombre d'intimidacions i de violències en contra d'electors foren de la part del «ZANU-PF ». Els observadors britànics en les províncies orientals foren particularment crític i van informar de casos d'homicidis de civils destinats a espantar els que no acceptaven les consignes electorals del ZANU-PF així com embargaments de documents permetent de saber com els individus havien votat. El grup de control de la Commonwealth va reconèixer l'existència d'aquestes irregularitats però estimava que la seva amplada estava sent exagerada. En detriment dels testimoniatges posant en dubta la sinceritat de l'escrutini en les zones rurals, Lord Soames anunciava el 4 de març de 1980 que el ZANU-PF, amb sorpresa general, ha obtingut el 62,9% dels vots i 57 dels 80 escons de la llista general, relegant lluny darrere al seu rival de la ZAPU de Joshua Nkomo (25% dels vots i 20 escons) així com el UANC d'Abel Muzorewa (8% dels sufragis i 3 escons). Cridat a esdevenir primer ministre, Robert Mugabe, cristià i marxista a la vegada, va expressar la seva alegria d'heretar un  . amb infraestructures modernes i una econòmica viable. Constituí un govern de Front nacional incloent dos Blancs : Dennis Norman al cap del ministeri de l'Agricultura i David Smith a la direcció del ministeri d'indústria i Comerç.
El 18 d'abril de 18, l'antiga Rhodèsia del Sud accedia una segona vegada a la independència sota el nou nom de Zimbàbue. El nou Estat fou acollit calurosament per la comunitat internacional. El nou president de la República del Zimbàbue fou Canaan Banana, un moderat.

## Governadors
- 1923 - 1928 Sir John Robert Chancellor
- 1928 - 1928 Murray Bisset (acting)
- 1928 - 1934 Sir Cecil Hunter-Rodwell
- 1934 - 1935 Sir Alexander Fraser Russell (interí)
- 1935 - 1942 Sir Herbert James Stanley
- 1942 - 1942 Sir Alexander Fraser Russell (interí)
- 1942 - 1944 Sir Evelyn Baring
- 1944 - 1945 Sir Robert James Hudson (interí)
- 1945 - 1946 Sir William Eric Campbell Tait
- 1946 - 1946 Sir Alexander Fraser Russell (interí)
- 1946 - 1947 Sir Robert James Hudson (interí)
- 1947 - 1953 Sir John Noble Kennedy
- 1953 - 1954 Sir Robert Clarkson Tredgold (interí)
- 1954 - 1959 Sir Peveril Barton Reiby Wallop William-Powlett
- 1959 - 1965 Sir Humphrey Vicary Gibbs (des de l'1 de gener de 1960, Sir Humphrey Vicary Gibb, va seguir fins al 24 de juny de 1969, no reconegut per Rhodèsia)

## Premiers
- 1923 - 1927 Sir Charles Patrick John Goghlan
- 1927 - 1933 Howard Unwin Moffat

## Primers ministres
- abril de 1933 - 5 de juliol de 1933 Howard Unwin Moffat
- 5 de juliol de 1933 - 12 de setembre de 1933 George Mitchell
- 12 de setembre de 1933 - 7 de setembre de 1953 Godfrey Martin Huggins (Sir el 1934)
- 1953 - 1958 R.S. Garfield Todd
- 1958 - 1962 Sir Edgar Cuthbert Fremantle Whitehead
- 1962 - 1964 Sir Winston Joseph Field
- 1964 - 1965 Ian Douglas Smith

## Filmografia
- El putsch dels mercenaires (VO : té game for vultures) de James Fargo (1979), amb Richard Harris, Joan Collins, Ray Milland i Richard Roundtree. Encara que rodat a Sud-àfrica, la pel·lícula és considerat desenrotllar-se en Rhodésie durant els anys 1970.